# Delaila Amega
Delaila Amega, née le 21 septembre 1997 à Heerhugowaard, est une joueuse internationale néerlandaise de handball, évoluant au poste de demi-centre.

## Biographie
Le 27 septembre 2017, elle fait ses débuts en équipe nationale. Avec les Pays-Bas, elle participe au championnat d'Europe 2018.

## Palmarès

### Sélection nationale
Championnats du monde
- vainqueur du Championnat du monde 2019

championnats d'Europe
- troisième du championnat d'Europe 2018